# Волиця-Гніздичівська
Волиця-Гніздичівська — село в Україні, у Стрийському районі Львівської області. Населення становить 382 особи. Орган місцевого самоврядування - Жидачівська міська рада. В селі знаходиться дерев'яна церква Успення Пресвятої Богородиці, збудована 1840 року.

## Політика

### Парламентські вибори, 2019
На позачергових парламентських виборах 2019 року у селі функціонувала окрема виборча дільниця № 460354, розташована у приміщенні школи.
Результати
- зареєстровано 298 виборців, явка 66,78 %, найбільше голосів віддано за Всеукраїнське об'єднання «Батьківщина» — 23,62 %, за «Слугу народу» — 20,60 %, за «Європейську Солідарність» — 12,56 %.[2] В одномандатному окрузі найбільше голосів отримав Андрій Кіт (самовисування) — 34,85 %, за Володимира Наконечного (Слуга народу) — 13,64 %, за Олега Канівця (Громадянська позиція) — 13,13 %[3].

## Населення

### Мова
Розподіл населення за рідною мовою за даними перепису 2001 року:
| Мова       | Кількість | Відсоток |
| ---------- | --------- | -------- |
| українська | 382       | 100%     |

## Пам'ятки
- Церква Успіння Пресвятої Богородиці[d][5] Збудована у 1840р. Храм внесено до реєстру пам'яток архітектури місцевого значення за охоронним номером 1906-М.
- Пам'ятник Тарасу Шевченку[d]
- Пам'ятник на честь скасування панщини[d]

## Освіта
- Волице-Гніздичівська гімназія І-ІІ ст. [Архівовано 1 листопада 2018 у Wayback Machine.]

## Відомі мешканці

### Народились
- Лесюк Любомир Іванович (1933—2002) — український скульптор.